# Cliché-verre

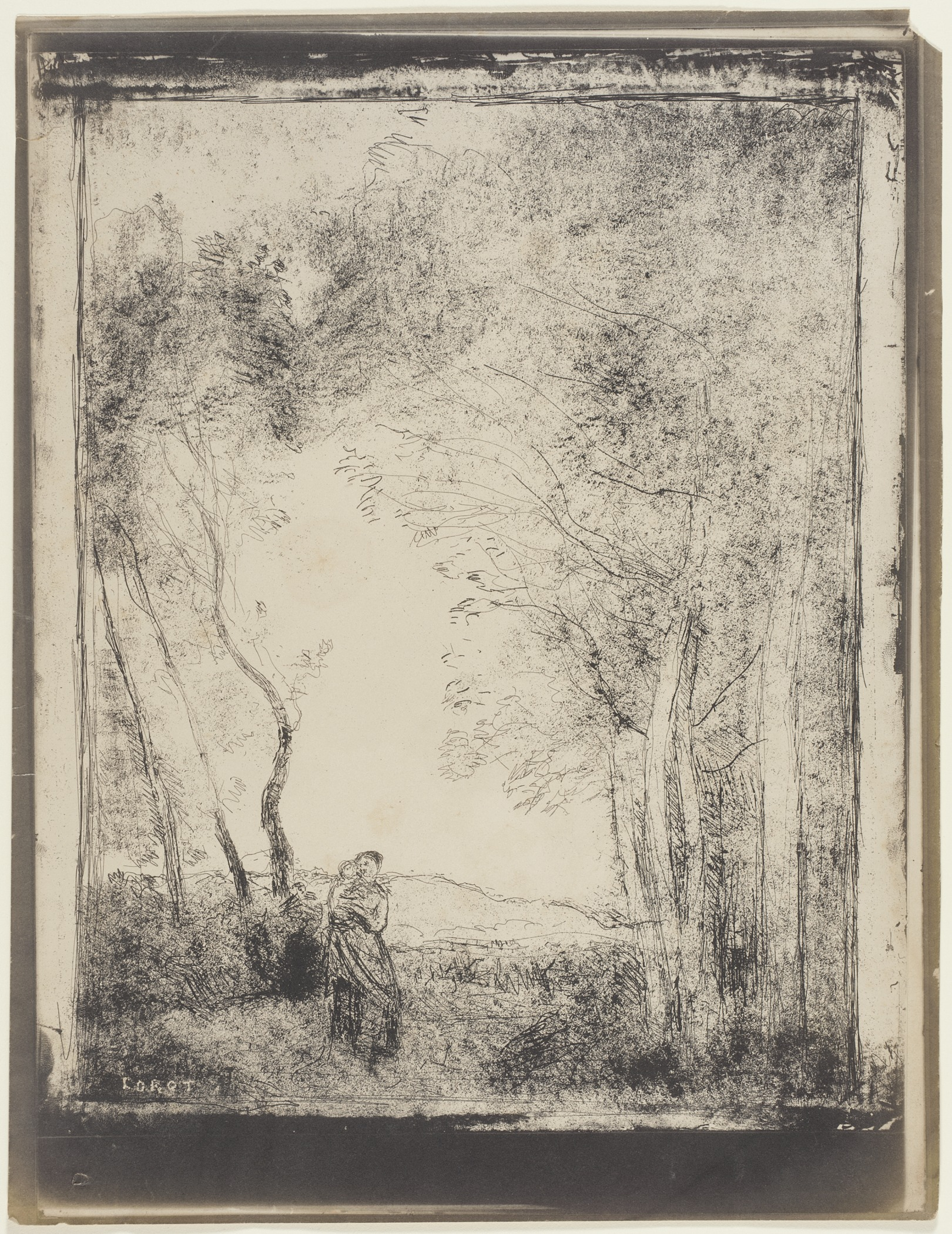
Una joven madre en la entrada de un bosque (1856) por Jean-Baptiste-Camille Corot.

El cliché-verre o cliché-cristal es una combinación de pintura y dibujo, con la fotografía. Es un método en el cual se graba, pinta o dibuja sobre una superficie transparente, como un vidrio, papel o película delgada y se revela fotográficamente acto seguido en un cuarto oscuro. El proceso fue empleado por primera vez por pintores franceses durante el siglo XIX. el paisajista francés Jean-Baptiste-Camille Corot fue el más conocido de estos. Algunos artistas contemporáneos han desarrollado técnicas para lograr mayor expresividad en las líneas, el tono, la textura y el color mediante la experimentación con mylar esmerilado, pinturas y tintas, y una amplia variedad de herramientas para la pintura y el grabado. Otras maneras de obtener diferentes diseños para un cliché-verre son imprimir un en papel transparente o incluso escanear una foto en papel transparente y alterarla antes de exponerlo.
Cliché-verre es un término francés. Clisé es un término de impresión: se refiere a un estereotipo o tipo de imprenta; mientras verre significa vidrio. 
Cliché-verre fue una de las primeras formas de reproducción de imágenes antes del advenimiento de la cámara como un precursor de la fotografía, cliché-verre podría representar con precisión la escena original pero sin las variaciones tonales disponibles en hoy en día la fotografía.

## Historia
Una de las primeras impresiones cliché verre sobrevivientes, hecha por Henry Fox Talbot c. 1839, pero dibujada por otra.
El proceso fue inventado por primera vez por el fotógrafo pionero inglés Henry Fox Talbot "en el otoño de 1834, estando entonces en Ginebra", como escribió más tarde, cuando también estaba desarrollando el fotograma, un proceso negativo de contacto para capturar imágenes de objetos planos como hojas. Lo describió a la Royal Society (de la que era miembro) en 1839.[Hizo algunos ejemplos, dibujados por otras manos desconocidas pero impresos por él mismo. Como explicó al enviar una copia del molino de viento (ilustrado), su dibujo era demasiado pobre; de hecho, fue esto lo que lo había impulsado a investigar la fotografía. Dos meses después de esto, dos ingleses anunciaron, de nuevo a la Royal Society, efectivamente el mismo proceso que su propia invención, y hubo una disputa, pero al final no fue llevada a los tribunales. En 1841 fue descrito en el Arte del Grabado por T.H. Fielding, y en otro manual de fotografía de Robert Hunt, pero no mucha gente en Inglaterra parece haber utilizado el proceso, entonces o más tarde.
La participación francesa más productiva en la década de 1850 comenzó con un grupo en Arras compuesto por el artista Constant Dutilleux, el fotógrafo Adalbert Cuvelier y L. Grandguillaume, profesor de dibujo. Idearon una técnica usando tinta de impresora en la placa, que cubrieron con polvo de plomo blanco, dando una superficie blanca para "dibujar". Colocaron la placa sobre tela negra, de modo que a medida que se retiraba el "suelo", la imagen se mostraba como las mismas líneas negras sobre un fondo blanco que cuando se imprimiera. Presentaron al paisajista francés Jean-Baptiste-Camille Corot, amigo de Dutilleux y líder de la Escuela de paisajistas de Barbizon, en el proceso en 1853 (cuando ya tenía cincuenta años) y luego produjo unas 65 imágenes en los siguientes veinte años.
Otros artistas de la Escuela Barbizon para usar la técnica, en su mayoría durante los próximos 20 años, incluyeron a Jean-François Millet, Théodore Rousseau y Charles-François Daubigny, quizás el más prolífico y exitoso de estos en la técnica. Sus temas eran principalmente la mezcla de temas de paisaje y género que se encuentran en su otro trabajo. La mayoría ya eran grabadores, al comienzo del resurgimiento del grabado francés. A diferencia de Corot y los demás, se cree que Daubigny hizo gran parte de la impresión él mismo. Era un grabador experimentado, que a veces producía impresiones de un tema en ambas técnicas. A partir de 17 placas en 1862, utilizó técnicas de grabado, como una ruleta para producir áreas punteadas para un efecto tonal, y también pincelada.
Muchos otros artistas experimentaron con la técnica, y han dejado algunos ejemplos. Estos incluyen a Eugène Delacroix (1854, la única imagen ilustrada a continuación),Paul Klee (1902), Man Ray (1917), Picasso (alterando los negativos fotográficos normales tomados por otros), Max Ernst (1931) y Brassai (1930). En la década de 1940, el fotógrafo estadounidense Henry Holmes Smith innovó goteando un espeso jarabe de maíz sobre el plato, dejándolo secar y ampliando las imágenes. Esto dio efectos tonales alrededor de los bordes de las "cúpulas" de jarabe seco. También usó papel de color para efectos de color. En esta etapa, la mayoría de los artistas utilizaban la técnica para el trabajo abstracto, a menudo incluyendo efectos de la aleatoriedad en el espíritu de la pintura por goteo.
Hubo un ligero resurgimiento en la década de 1970, principalmente en Estados Unidos. Algunos artistas contemporáneos han desarrollado técnicas para lograr una variedad de línea, tono, textura y color experimentando con película, Mylar esmerilado, pintura y tintas y una amplia variedad de herramientas para pintar, grabar, rayar, frotar y frotar. Rascar un negativo es otra forma de cliché verre. Se ha utilizado un bolígrafo de fieltro en película fotográfica, y se ha vertido dibujo en arena sobre vidrio. Se han explorado varias formas de hacer imágenes policromas (multicolores), y la técnica básica se ha combinado con otros materiales en collages y otras formas.

## Impresiones de vidrio
Una traducción obvia al inglés de cliché verre es "glass print", pero esto generalmente se evita porque el término tiene otro significado. Esta es una impresión que se ha pegado boca abajo en el vidrio, el papel luego se frota cuidadosamente para dejar la película de tinta adherida al vidrio. Esto se colora a mano y se enmarca como una pieza decorativa. Esto se practicó principalmente a finales de los siglos XVII y XVIII, con mezzotintas.

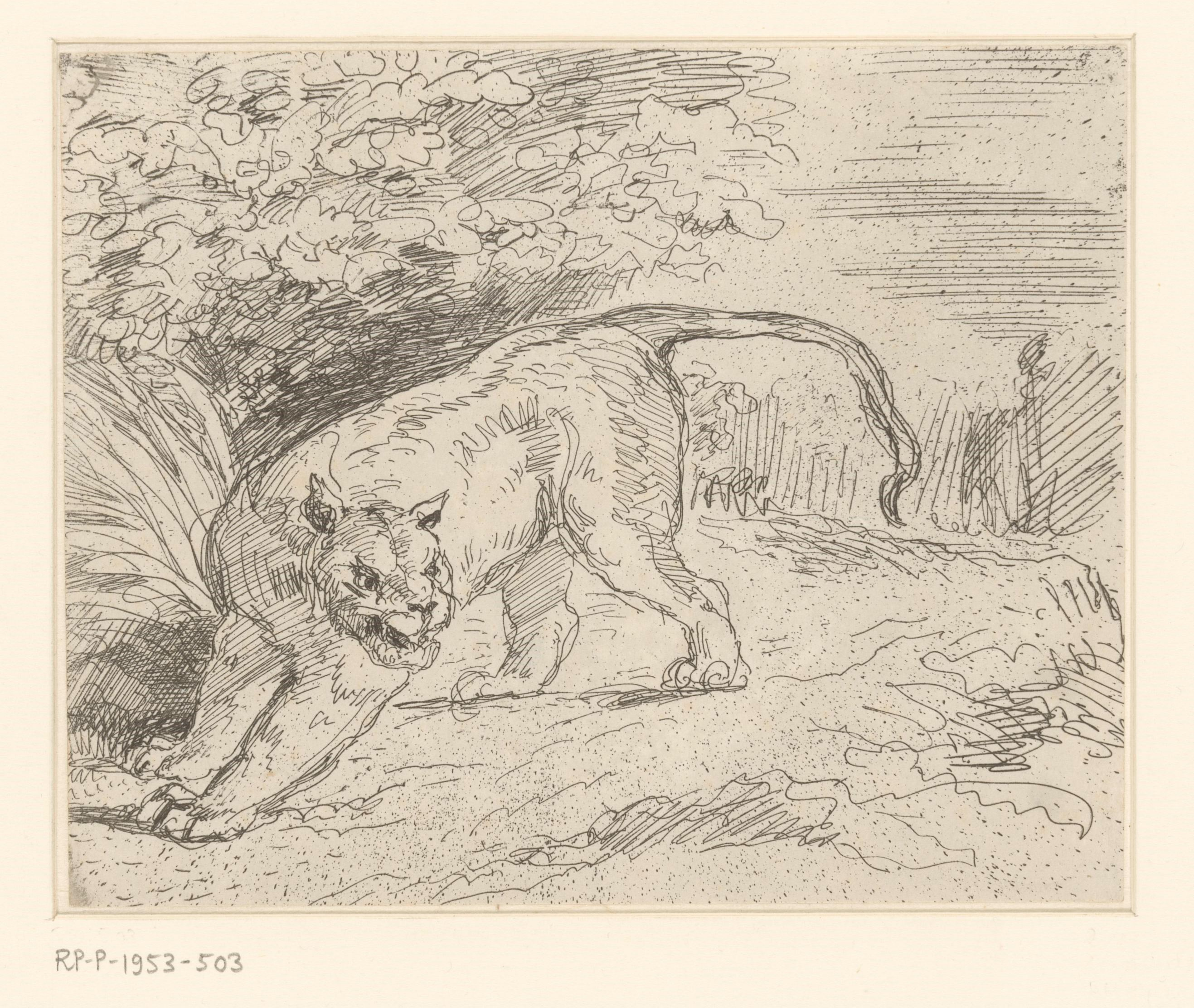
Tigre atrapado, única obra de impresión en vidrio de Eugène Delacroix,1854. Por lo general, se imprime al revés.
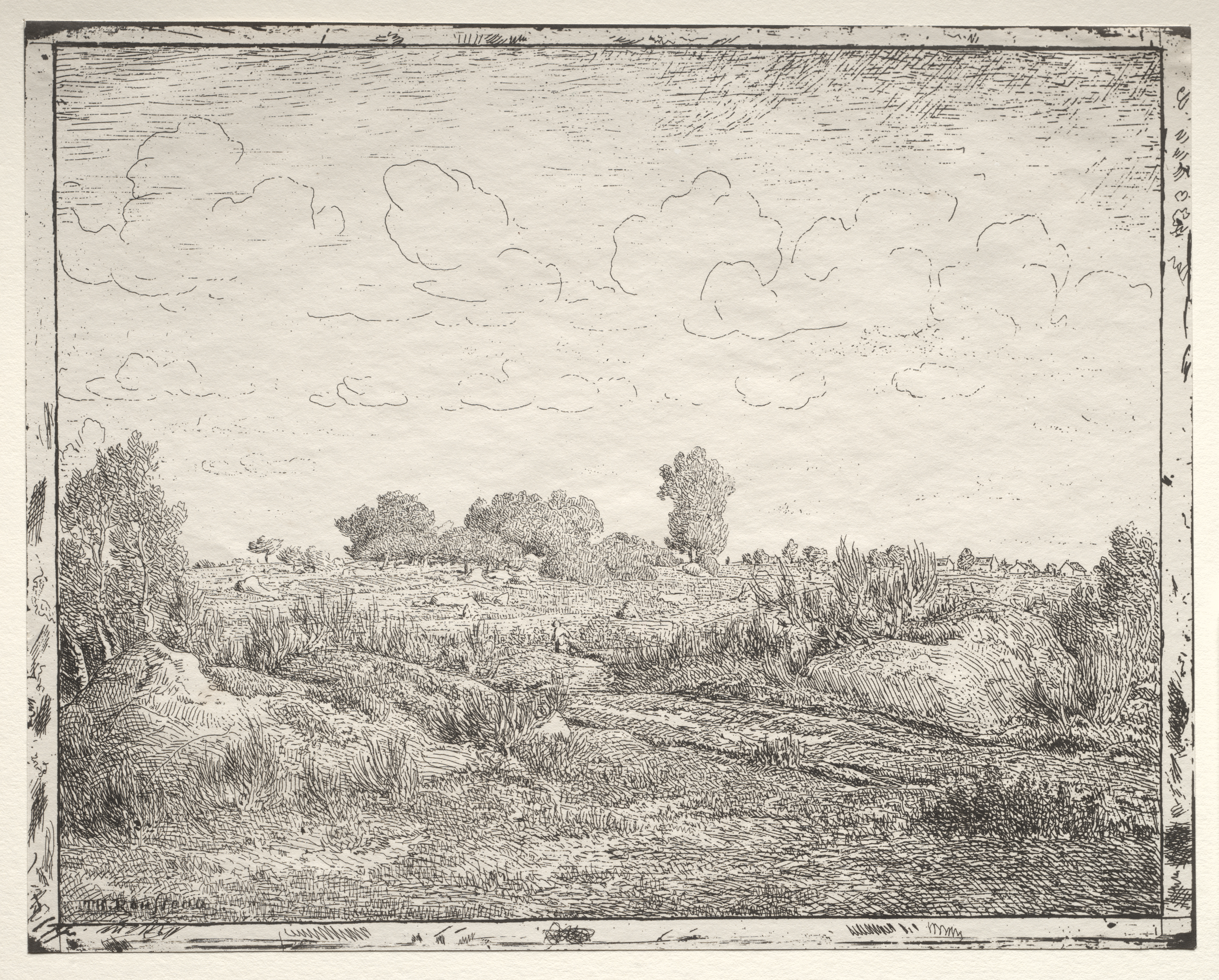
Théodore Rousseau, La Plaine de la Plante à Biau, en 1867
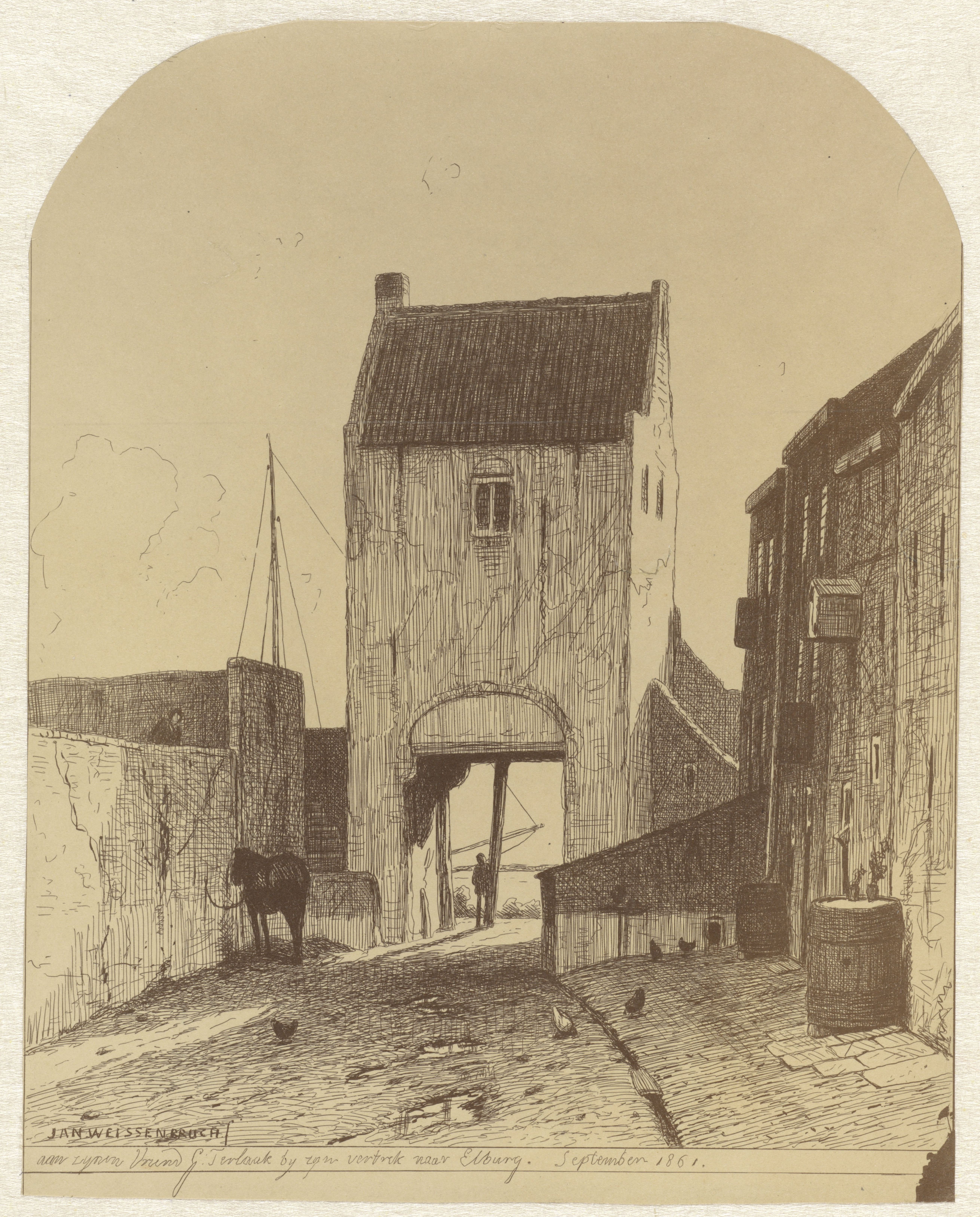
Jan Weissenbruch, The Steigerpoort at Leerdam, 1862
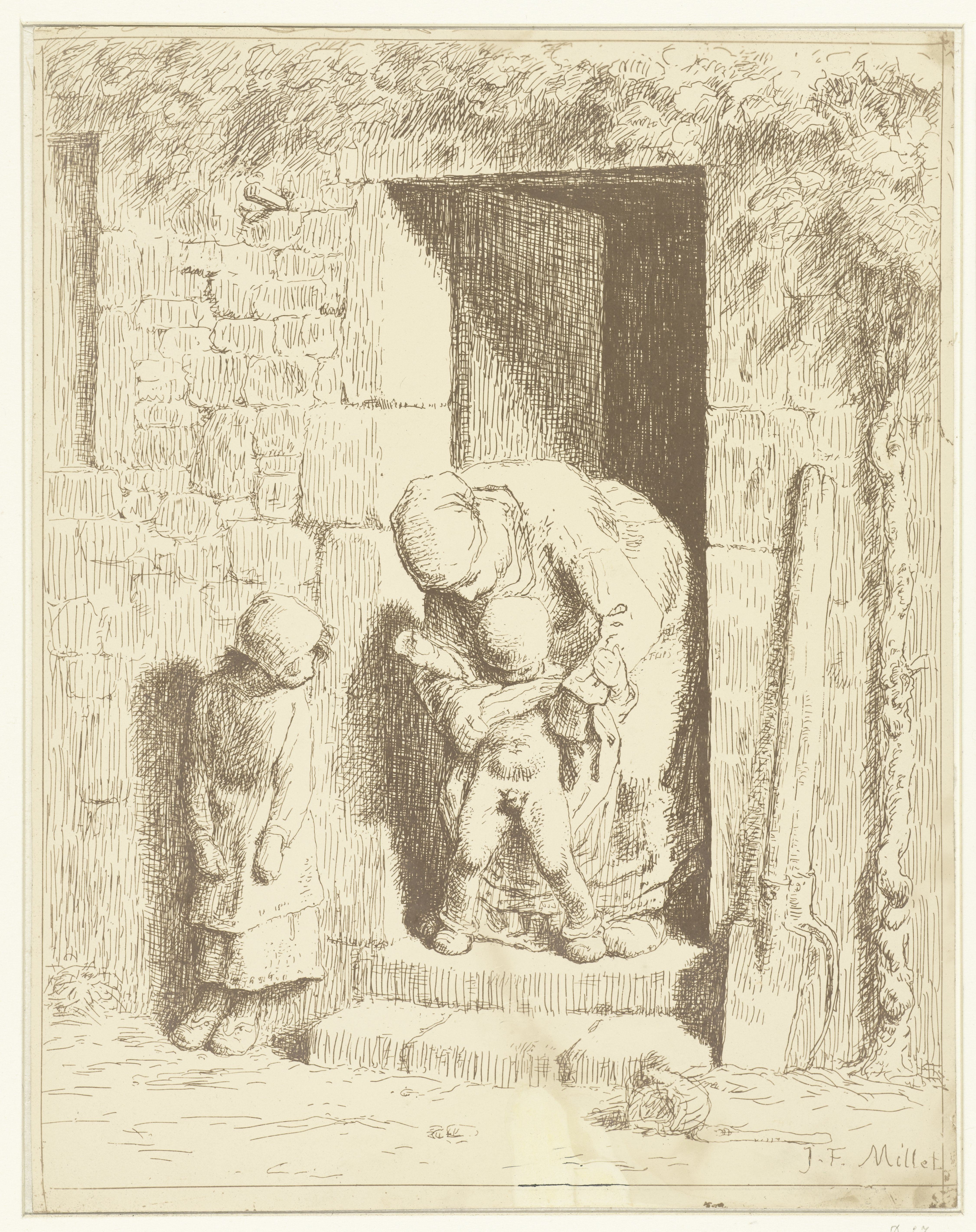
Jean-François Millet, La Précaution maternelle, 1862
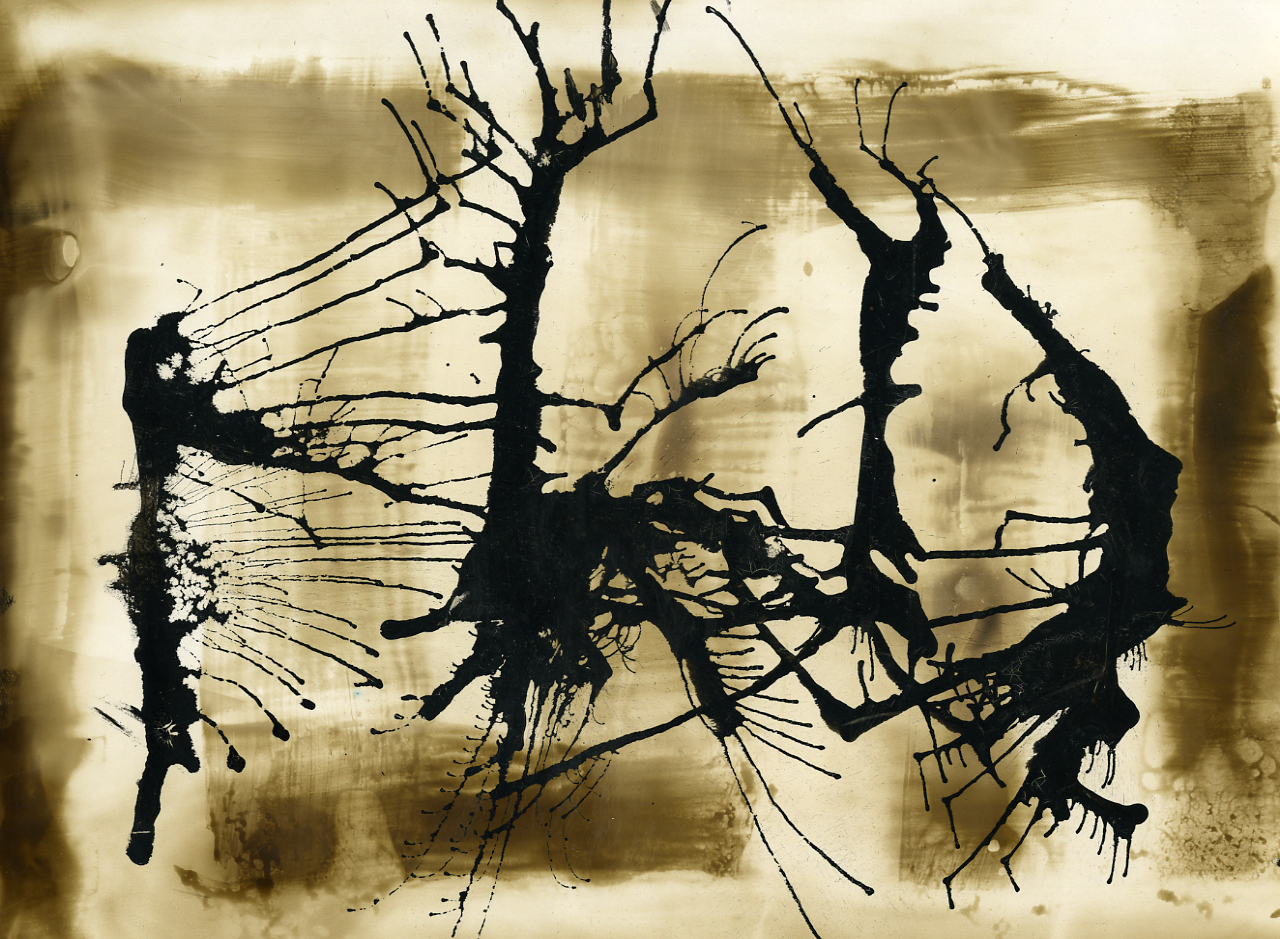
Ejemplo abstracto del fotógrafo italiano Paolo Monti, 1970